# David Seaman
David Andrew Seaman, angleški nogometaš, * 19. september 1963, Rotherham, South Yorkshire, Anglija, Združeno kraljestvo.
Seaman je člansko kariero začel pri klubu Peterborough United. Vseskozi je branil v angleški ligi oz. Premier League, najdlje pri Arsenalu, za katerega je med letoma 1990 in 2003 branil na 405-ih prvenstvenih tekmah. S klubom je osvojil naslov angleškega državnega prvaka v sezonah 1990/91, 1997/98 in 2001/02, v sezonah 1998/99, 1999/2000, 2000/01 in 2002/03 naslov podprvaka, FA pokal v letih 1993, 1998, 2002 in 2003 ter drugo mesto leta 2001, ligaški pokal leta 1993, državni superpokal v letih 1991, 1998, 1999 in 2002 ter drugo mesto leta 1993, pokal pokalnih prvakov leta 1994 in drugo mesto leta 1995, pokal UEFA leta 2000 in evropski superpokal leta 1994. 
Za angleško reprezentanco je med letoma 1988 in 2002 odigral 75 uradnih tekem. Nastopil je na svetovnih prvenstvih v letih 1998 in 2002 ter evropskih prvenstvih v letih 1996 in 2000. Leta 1996 je bil izbran v idealno postavo prvenstva.